# Encruphion phalereus
Encruphion phalereus är en fjärilsart som beskrevs av William Schaus 1914. Encruphion phalereus ingår i släktet Encruphion och familjen nattflyn. Inga underarter finns listade i Catalogue of Life.